# Лапшовский сельсовет
Лапшовский сельсовет — сельское поселение в Камешкирском районе Пензенской области Российской Федерации.
Административный центр — село Лапшово.

## История
Статус и границы сельского поселения установлены Законом Пензенской области от 2 ноября 2004 года № 690-ЗПО «О границах муниципальных образований Пензенской области».

## Население
| 2002  | 2010  | 2012  | 2013  | 2014  | 2015  | 2016  |
| ----- | ----- | ----- | ----- | ----- | ----- | ----- |
| 1117  | ↘945  | ↗2051 | ↘1975 | ↘1906 | ↘1837 | ↘1773 |
| 2017  | 2018  | 2021  |       |       |       |       |
| ↘1706 | ↘1634 | ↘1490 |       |       |       |       |

## Состав сельского поселения
| № | Населённый пункт | Тип населённого пункта       | Население |
| - | ---------------- | ---------------------------- | --------- |
| 1 | Алексеевка       | село                         | ↘115      |
| 2 | Аряш             | село                         | ↘6        |
| 3 | Дмитриевка       | деревня                      | 85        |
| 4 | Дубровки         | село                         | ↘492      |
| 5 | Кулясово         | село                         | ↘433      |
| 6 | Лапшово          | село, административный центр | ↘745      |
| 7 | Мамадыш          | село                         | ↘276      |